# 红旗县
红旗县 是越南芹苴市下辖的一个县。面积319.81平方千米，2018年总人口为135709人。红旗县以水稻种植闻名。

## 地理
红旗县东接禿衂郡和乌门郡，西接永盛县和坚江省新合县、𡊤槤縣，南接泰来县，北接禿衂郡和永盛县。

## 历史
2004年1月2日，乌门县以泰来市镇、红旗市镇、泰盛社、定门社、泰东社、长城社、长春社、长春A社、东顺社、春胜社、泰来社、东平社、东合社2市镇11社和泰隆社剩余区域析置红旗县；泰隆社剩余区域改制为泰兴社。
2008年12月23日，禿衂縣中安社部分区域、中盛社和永盛县盛富社、中兴社划归红旗县管辖；东合社析置东胜社，泰东社析置泰春社，泰盛社析置新盛社，长春A社析置长春B社，长城社和泰来社析置长胜社，泰来社更名为泰新社；以泰盛社、新盛社、定门社、长城社、长春社、长春A社、长春B社、长胜社、春胜社、泰新社、东平社、东顺社和泰来市镇1市镇12社析置泰来县；红旗县仍辖泰兴社、东合社、东胜社、泰东社、泰春社、中兴社、盛富社、中安社、中盛社和红旗市镇1市镇9社。

## 行政区划
红旗县下辖1市镇9社，县莅红旗市镇。
- 紅旗市鎮（Thị trấn Cờ Đỏ）
- 東合社（Xã Đông Hiệp）
- 東勝社（Xã Đông Thắng）
- 盛富社（Xã Thạnh Phú）
- 泰東社（Xã Thới Đông）
- 泰興社（Xã Thới Hưng）
- 泰春社（Xã Thới Xuân）
- 中安社（Xã Trung An）
- 中興社（Xã Trung Hưng）
- 中盛社（Xã Trung Thạnh）